# Aéroport international de Kayes Dag Dag
Ne doit pas être confondu avec Aérodrome de Kaya.
L'aéroport de Kayes Dag Dag est un aéroport situé à proximité et au nord-est de Kayes, dans la région de Kayes au Mali, à 480 km de Bamako.
L'aéroport a été modernisé par des travaux qui ont duré de mi-2009 au troisième trimestre 2011.
La piste d'envol a été allongée passant de 1 600 m à 2 700 m.
L’aire de stationnement et d’évolution au sol des avions a été agrandie (d'une superficie initiale de 7 000 m2, le tarmac mesure aujourd'hui 11 000 m2).
Enfin une aérogare de 2 000 m2 a été construite.
Le 18 septembre 2011, le président de la république de l’époque, Amadou Toumani Touré a inauguré l'aéroport réhabilité.
Des travaux complémentaires permettront le ravitaillement des avions en kérosène grâce à la construction en cours d'un dépôt de carburant.

## Situation
| \| 40 km1:9 529 000 \| Bamako Gao Kayes Kidal Mopti Sikasso Tessalit Tombouctou |
| 40 km1:9 529 000                                                                |

## Compagnie aérienne et destination
| Compagnies | Destinations    |
| ---------- | --------------- |
| Sky Mali   | Bamako-M. Keïta |

Edité le 29/08/2023